# هنری ای. فاستر
هنری ای. فاستر (به انگلیسی: Henry A. Foster) سناتور سابق عضو حزب دموکرات ایالات متحده آمریکا بود. وی در سال ۱۸۴۴ تا ۱۸۴۵ میلادی سناتور ایالت نیویورک در سنای ایالات متحده آمریکا بود.